# 彰德路
彰德路，元至元初改彰德府置，治安阳县（今河南安阳市）。辖境相当今河南省安阳、汤阴、林州、鹤壁及河北省临漳等市县地。明初复为彰德府。 